# Острова Дезаппуэнтман
Острова Дезаппуэнтман (фр. Îles du Désappointement) — группа островов в северной части архипелага Туамоту (Французская Полинезия). Административно входят в состав коммуны Напука. В культурном плане острова отделяют от Туамоту.

## География
Включает в себя три атолла:
| № | Остров          | Площадь, км² | Площадь лагуны, км² | Население, чел. (2007) | Плотность, чел./км² | Координаты                 |
| - | --------------- | ------------ | ------------------- | ---------------------- | ------------------- | -------------------------- |
| 1 | Напука          | 8            | 18                  | 271                    | 33,88               | 14°12′ ю. ш. 141°15′ з. д. |
| 2 | Северный Тепото | 2            | —                   | 44                     | 22,00               | 14°08′ ю. ш. 141°24′ з. д. |
| 3 | Пука-Пука       | 4            | 2                   | 157                    | 39,25               | 14°49′ ю. ш. 138°48′ з. д. |
|   | Всего           | 14           | 20                  | 472                    | 33,71               | 14°10′ ю. ш. 141°16′ з. д. |

## История
Острова открыты в 1765 году англичанином Джоном Байроном.

## Население
В 2007 году общая численность населения группы островов составила 472 человек. Местные жители — в основном полинезийцы, занимающиеся производством копры, рыболовством.